# Invasión 88
Invasión 88 es un álbum recopilatorio de punk rock de Argentina, editado en 1988. Este material sería el debut profesional de varias bandas integrantes del movimiento del punk en Argentina, entre ellas Attaque 77, Flema, Comando Suicida, Los Baraja, entre otras.
Se fabricaron 3 mil copias en vinilo claro, y también aparecieron ediciones en casete y VHS. Los Laxantes no aparecen en la reedición en CD (Discos Milagrosos, 1994); en su lugar, se agregaron pistas de Attaque 77 y Los Baraja.

## Lista de canciones
| N.º | Título                    | Escritor(es)       | Duración |  |
| 1.  | «Minifaldas»              | Los Laxantes       | 03:11    |  |
| 2.  | «Escuelas»                | Los Laxantes       | 02:15    |  |
| 3.  | «B.A.D»                   | Attaque 77         | 02:16    |  |
| 4.  | «Pasión de multitudes»    | Attaque 77         | 04:29    |  |
| 5.  | «Los campos de la muerte» | División Autista   | 02:08    |  |
| 6.  | «Straight Edge»           | División Autista   | 02:09    |  |
| 7.  | «Cáncer»                  | Flema              | 01:49    |  |
| 8.  | «Buscando un lugar»       | Flema              | 01:51    |  |
| 9.  | «Del apocalipsis»         | Exeroica           | 01:25    |  |
| 10. | «Nanxy»                   | Exeroica           | 02:13    |  |
| 11. | «Último recurso»          | Comando Suicida    | 03:14    |  |
| 12. | «El guacho pulenta»       | Comando Suicida    | 02:17    |  |
| 13. | «Ratis»                   | Defensa y Justicia | 02:08    |  |
| 14. | «Fucky fucky»             | Defensa y Justicia | 02:14    |  |
| 15. | «Mundo de hoy»            | Rigidez Kadaverika | 02:35    |  |
| 16. | «Tropas de la noche»      | Rigidez Kadaverika | 03:23    |  |
| 17. | «América»                 | Conmoción Cerebral | 01:51    |  |
| 18. | «En libertad condicional» | Conmoción Cerebral | 01:31    |  |
| 19. | «Juntando tropas»         | Los Baraja         | 02:32    |  |
| 20. | «Operación ser humano»    | Los Baraja         | 02:53    |  |

## Créditos
- Sergio "Chuchu" Fasanelli – producción
- Walter Kolm – producción
- Mica Reidel – edición
- Salvador Risiglione – masterización
- Horacio "Gamexane" Villafañe – asistente de masterización
- Juanchi Baleiron – A&R (para Attaque 77 y Defensa y Justicia)
- Marcelo Gareis - grabación y mezcla.
- Mosquil – artwork